# Yngve Slettholm

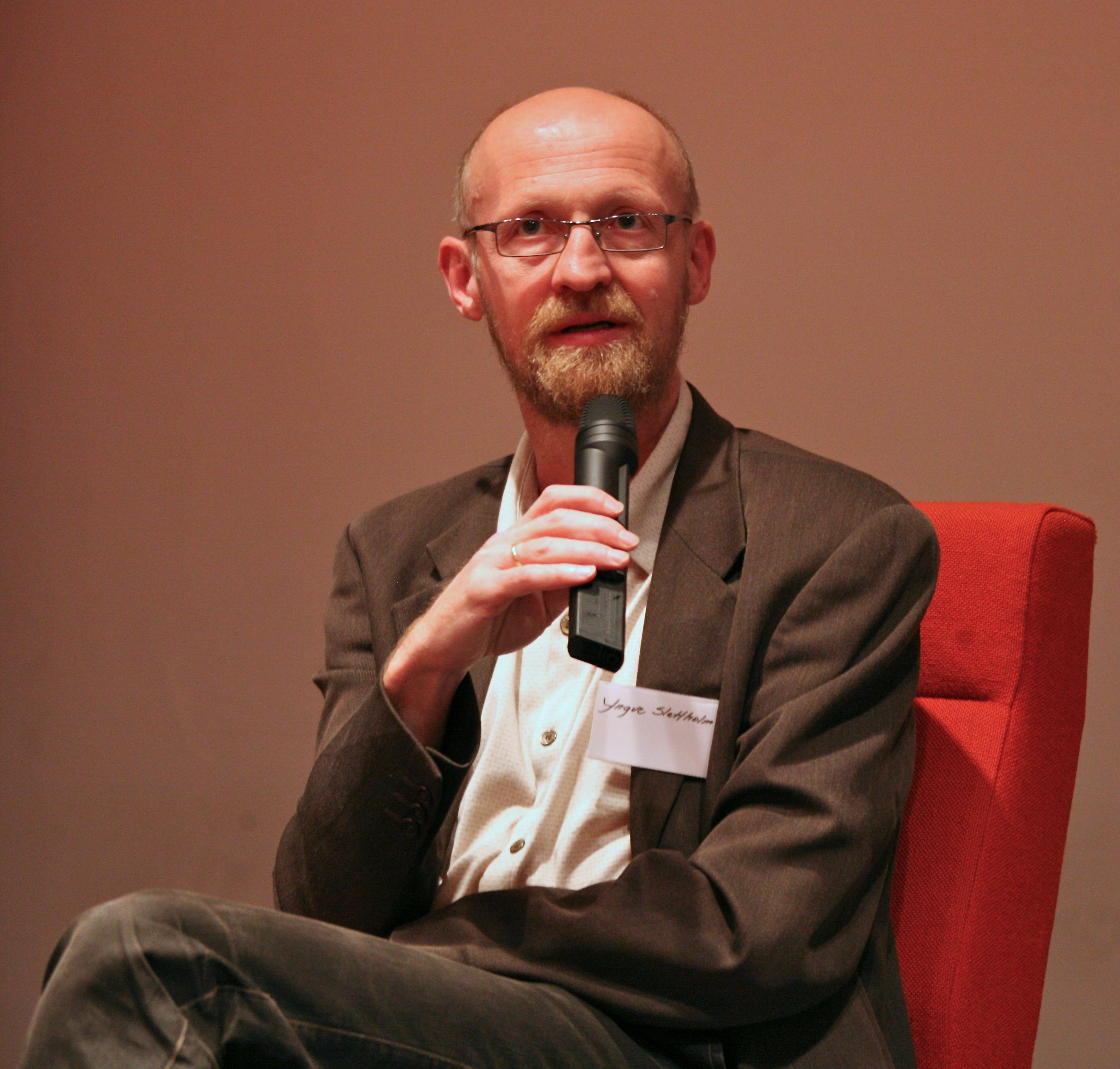
Yngve Slettholm

Yngve J. Slettholm (28 december 1955) is een Noors componist, dirigent en bestuurder op allerlei gebied binnen de Noorse muziekwereld.

## Levensloop
Slettholm studeerde aan de Norges Musikkhøgskole (Norwegian State Academy of Music) in Oslo van 1974 tot 1980. Zijn diploma voor muziekopleiding )dwarsfluit) kreeg hij in 1977 en hij voltooide daarna zijn studie in compositie bij Finn Mortensen met het diploma in 1980. Met een studiebeurs van de Fulbright Stichting vervolgde hij zijn studies in muziektheorie, muziekhistorie en compositie aan de State University of New York te Buffalo in de Vereinigde Staten van Amerika bij Morton Feldman. Zijn PhD in compositie voltooide hij in 1989 en sindsdien heeft hij verschillende prijzen en onderscheidingen ontvangen.
Hij werkt als dirigent en instructeur in de Federatie van Noorse harmonieorkesten, als leraar in het Noorse onderwijs en was assistent-professor voor compositie en muziektheorie aan de Norges Musikkhøgskole (Norwegian State Academy of Music). In 2002 werd hij Staatssecretaris bij het ministerie van Cultuur en Kerkaangelegenheiden, een functie die tegenwoordig nog vervult.
Sinds 1980 schreef hij werken voor verschillende media, genres en formaties, zoals orkesten, harmonieorkesten, kamermuziek, werken voor solo-instrumenten en koorwerken. Slettholm heeft ook verschillende erefuncties, zoals voorzitter van de Ny Musikk (de Noorse sectie van ISCM), bestuurslid en vicevoorzitter van de Society of Norwegian Composers, prorector van de Norges Musikkhøgskole (Norwegian State Academy of Music), bestuurslid en vicevoorzitter van de ULTIMA Oslo Contemporary Music Festival en bestuurslid van de TONO/Kopinor (Noorse auteursrechtenvereniging).

## Composities

### Werken voor orkest
- 1984 Aggregations voor orkest
- 1987-1988 Possible Selections; een dwarsfluitconcert;
- 1991 Nature Morte voor orkest
- 1995 Circular Fragment for Orchestra
- 1998-2000 Nettene finnes (The Night Exists) voor altsaxofoon solo en orkest

### Werken voor harmonieorkest en brassband
- 1980 Sigma voor harmonieorkest
- 1981 Hymns voor harmonieorkest
- 1982 Sed spes est voor harmonieorkest
- 1982 Chorale Variations voor brassband
- 1985 5 Studies voor harmonieorkest
  1. Study in Silver and Orange
  2. Study in Yellow
  3. Study in Violet
  4. Study in Red and Yellow
  5. Study in Ochre
- 1986 Brigademusikk voor harmonieorkest
- 1986 Hos Gud er evig glede voor harmonierorkest en orgel
- 1990 Beyond voor twee blaasorkesten
- 1997-1998 Déjà vu voor symfonisch blaasorkest

### Werken voor koor
- 1983 Agnus Dei voor gemengd koor
- 1984 Is voor vrouwenkoor (SSA)
- 1991 Gull voor gemengd koor
- 1992 De Profundis voor spreker, baritonsolo en gemengd koor - tekst (Noors/Latijn): Yngve Slettholm, uit de bijbel en Latijnse liturgie
- 1999 De Profundis voor mannenkoor
- Den store julefortellingen voor koor - tekst (Noors): Emil Skartveit

### Vocale muziek met orkest of instrumenten
- 1993 Tidevann voor zang en piano
- 2000-2001 Shiranama voor spreker, 6-st. gemengd koor (SMATBarB), fluit, klarinet/basklarinet, 2 slagwerkers, 2 violen, altviool, cello en contrabas
- 2001 Blå skygge/Blue Shadow Preludium voor sopraan en harp

### Werken voor kamermuziek
- 1978 Elegy voor 2 trompetten, hoorn, 2 trombones
- 1978 Four Profiles for Saxophone Solo
- 1979 13 Monomanies voor fluit, hobo, klarinet/basklarinet, hoorn en fagot
- 1981 Di-vision voor 4 trompetten, hoorn, 4 trombones, tuba
- 1981 Introduction and Toccata voor altsaxofoon en slagwerk
- 1982 At Last? voor fluit, klarinet, viool, cello, piano en percussie
- 1983 Lux voor fluit solo
- 1984 Allegro Nervoso voor koperkwintet
- 1984-1985 Symbiosis for nine Instruments voor saxofoonkwartet en koperkwintet
- 1986 Two Inventions and Counterpoint voor cornet en trombone
- 1986-1987 Katharsis 2 vibrafoons, 2 piano's
- 1987 Prismer voor klarinet, twee violen, altviool, cello
- 1989 ...wie ein Hauch... voor saxofoonkwartet
- 1991 Air I voor klarinet solo
- 1991-1992 Air II voor vibrafoon, crotales en pauken
- 1993 Air IV voor fluit solo
- 1994 Aura - for Chamber Ensemble voor fluit, basklarinet, percussie, piano, viool, altviool, cello en contrabas

### Werken voor piano
- 1979 Magma
- 1988-1989 Landscapes in Transformation
- 1992 Air III voor piano solo

### Werken voor harp
- Ten miniatures for Harp

### Werken voor percussie
- 1983 Six Pieces for Marimba
- 1998 Two Movements for Marimba